# Megaselia barbertonia
Megaselia barbertonia är en tvåvingeart som beskrevs av Schmitz 1929. Megaselia barbertonia ingår i släktet Megaselia och familjen puckelflugor. Inga underarter finns listade i Catalogue of Life.